# Aphyosemion exiguum
Aphyosemion exiguum es una especie de pez de la familia de los aplocheílidos en el orden de los ciprinodontiformes.

## Morfología
Los machos pueden alcanzar los 4 cm de longitud total.

## Distribución geográfica
Se encuentran en África: Camerún, Guinea Ecuatorial, Gabón y República del Congo.